# Intravénás gyógyszeradagolás

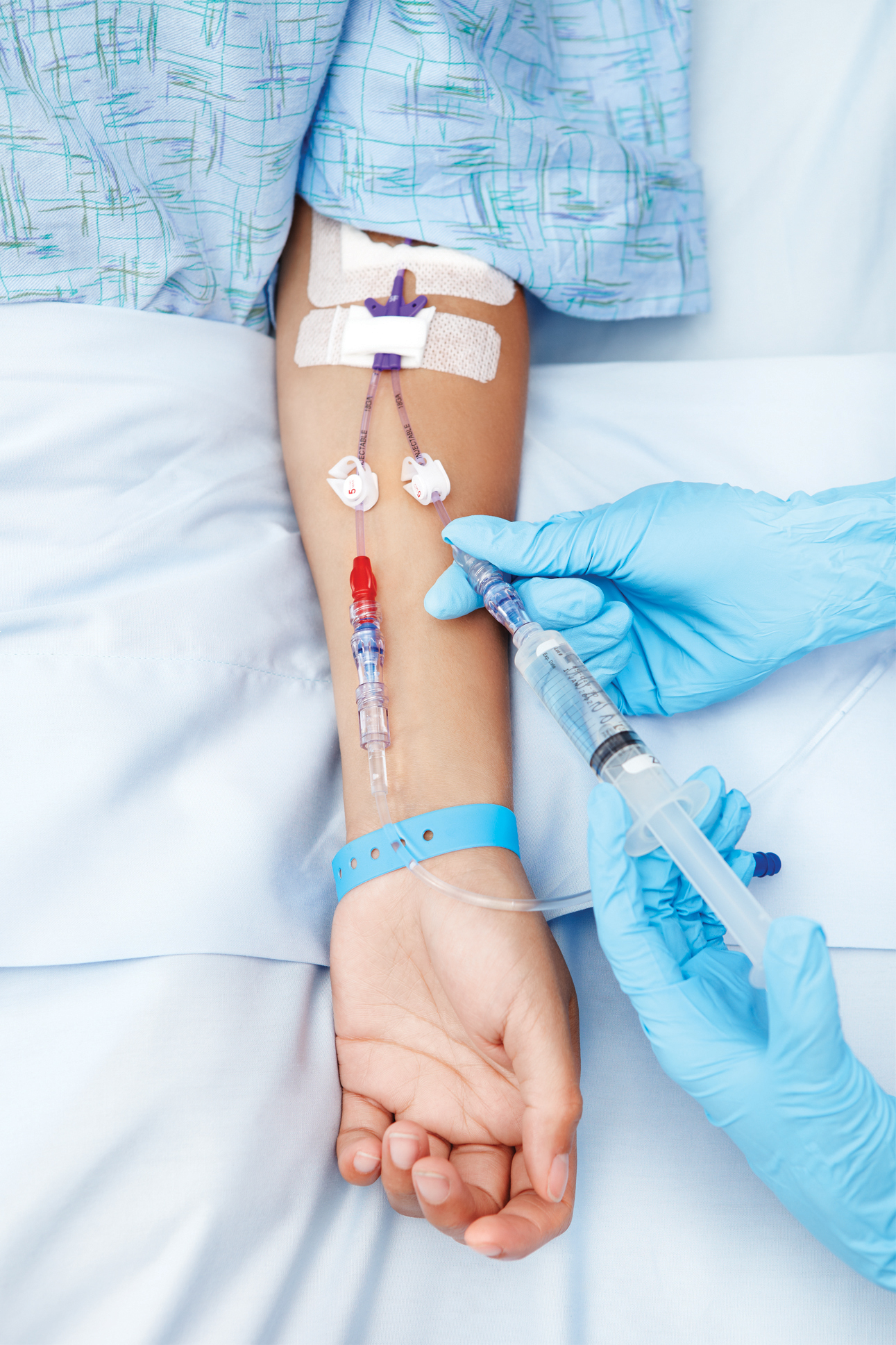
Intravénás gyógyszeradagolás

Az intravénás gyógyszeradás lehet egyszeri és többszöri. Egyszeri adásnál általában tűvel és fecskendővel adják a gyógyszert perifériás vénába, ha többszöri vagy hosszantartó kezelés szükséges, akkor vénakanüllel (pl. Braunüle-lel) tartanak fel egy perifás vénát, rossz periféria esetén centrális vénakatétert (CVC) vezetnek be.
A vénás gyógyszeradás előnye, hogy a beadott vegyszer relatíve gyorsan fejti ki hatását. Mellékhatásként vénagyulladás, trombózis stb. alakulhat ki.